# Vikariat (katholisch)
Ein Vikariat in der katholischen Kirche ist ein personal oder räumlich definierter Amts- und Seelsorgebereich, dem ein Vikar vorsteht.
Beispiele:
- Das Apostolische Vikariat
- Im Erzbistum Köln das Bischofsvikariat für die Armen und die Caritas
- Die Erzdiözese Wien besteht aus dem Vikariat Unter dem Manhartsberg, dem Vikariat unter dem Wienerwald und dem Vikariat Wien Stadt.
- Das Pfarrvikariat Maur gehört zur Kirchgemeinde Egg.